# Абделазіз Баррада
Абделазіз Баррада (фр. Abdelaziz Barrada, араб. عبد العزيز برادة; 19 червня 1989, Провен — 24 жовтня 2024) — французький і марокканський футболіст, півзахисник.
Виступав за національну збірну Марокко.

## Клубна кар'єра
Народився 19 червня 1989 року в місті Провен. Починав займатися футболом у місцевій однойменній команді, згодом також займався у командах «Бретіньї» та «Сенар-Муассі».
У дорослому футболі дебютував 2006 року виступами за голову команду «Сенар-Муассі», з якої за рік перебрався до столичного «Парі Сен-Жермен». У структурі ПСЖ провів три роки, граючи лише за другу команду клубу.
2010 року перейшов до іспанського «Хетафе». Сезон відіграв за «Хетафе Б», після чого був переведений до основної команди, де відразу став гравцем основного складу, відігравши у цьому статусі два сезони в Ла-Лізі.
Протягом 2013—2014 років захищав кольори еміратської «Аль-Джазіри», після чого повернувся на батьківщину, ставши гравцем  «Марселя». Спочатку був гравцем резерву, а в сезоні 2015/16 вже регулярно з'являвся на полі в іграх Ліги 1.
У липні 2016 року повернувся до ОАЕ, уклавши контракт з «Аль-Насром» (Дубай), з якого за два роки перебрався до  турецького «Антальяспора», Згодом у його кар'єрі були виступи на правах оренди за іспанський «Хімнастік» та декілька матчів, проведених за катарський «Аль-Шаханія».
Протягом 2020—2021 років грав за «Лузітанос», команду четвертого французького дивізіону.

## Виступи за збірні
На рівні збірних захищав кольори своєї історичної батьківщини, Марокко.
Протягом 2010–2012 років залучався до складу молодіжної збірної Марокко та олімпійської збірної країни. На цих рівнях зіграв у 20 офіційних матчах, забив 6 голів. Був учасником футбольного турніру на ОІ-2012.
Того ж 2012 року дебютував в офіційних матчах у складі національної збірної Марокко. Був у її учасником Кубка африканських націй 2013 року в ПАР.
Загалом протягом кар'єри в національній команді, яка тривала 4 роки, провів у її формі 28 матчів, забивши 4 голи.

## Статистика виступів

### Статистика виступів за збірну
| Дата       | Місто        | Господарі   | Результат | Гості                            | Турнір                                  | Голи | Примітки |
| ---------- | ------------ | ----------- | --------- | -------------------------------- | --------------------------------------- | ---- | -------- |
| 29-2-2012  | Марракеш     | Марокко     | 2 – 0     | Буркіна-Фасо                     | товариський матч                        | -    | 86'      |
| 25-5-2012  | Марракеш     | Марокко     | 0 – 1     | Сенегал                          | товариський матч                        | -    | 46'      |
| 2-6-2012   | Бакау        | Гамбія      | 1 – 1     | Марокко                          | Відбір до ЧС 2014                       | -    | 46'      |
| 9-6-2012   | Марракеш     | Марокко     | 2 – 2     | Кот-д'Івуар                      | Відбір до ЧС 2014                       | -    |          |
| 16-8-2012  | Рабат        | Марокко     | 1 – 2     | Гвінея                           | товариський матч                        | -    | 71'      |
| 9-9-2012   | Мапуту       | Мозамбік    | 2 – 0     | Марокко                          | Відбір до Кубка африканських націй 2013 | -    | 68'      |
| 13-10-2012 | Марракеш     | Марокко     | 4 – 0     | Мозамбік                         | Відбір до Кубка африканських націй 2013 | 1    |          |
| 14-11-2012 | Касабланка   | Марокко     | 0 – 1     | Того                             | товариський матч                        | -    | 46'      |
| 8-1-2013   | Йоганнесбург | Замбія      | 0 – 0     | Марокко                          | товариський матч                        | -    | 46'      |
| 12-1-2013  | Йоганнесбург | Марокко     | 2 – 1     | Намібія                          | товариський матч                        | -    | 60'      |
| 19-1-2013  | Йоганнесбург | Ангола      | 0 – 0     | Марокко                          | Кубок африканських націй 2013           | -    | 64'      |
| 23-1-2013  | Дурбан       | Марокко     | 1 – 1     | Кабо-Верде                       | Кубок африканських націй 2013           | -    | 65'      |
| 27-1-2013  | Дурбан       | ПАР         | 2 – 2     | Марокко                          | Кубок африканських націй 2013           | -    | 75'      |
| 24-3-2013  | Дар-ес-Салам | Танзанія    | 3 – 1     | Марокко                          | Відбір до ЧС 2018                       | -    | 45' 69'  |
| 8-6-2013   | Марракеш     | Марокко     | 2 – 1     | Танзанія                         | Відбір до ЧС 2018                       | -    | 62'      |
| 15-6-2013  | Марракеш     | Марокко     | 2 – 0     | Гамбія                           | Відбір до ЧС 2018                       | 1    | 60'      |
| 14-8-2013  | Танжер       | Марокко     | 1 – 2     | Буркіна-Фасо                     | товариський матч                        | 1    |          |
| 7-9-2013   | Абіджан      | Кот-д'Івуар | 1 – 1     | Марокко                          | Відбір до ЧС 2018                       | -    | 71'      |
| 11-10-2013 | Марракеш     | Марокко     | 1 – 1     | ПАР                              | товариський матч                        | -    | 80'      |
| 5-3-2014   | Танжер       | Марокко     | 1 – 1     | Габон                            | товариський матч                        | -    | 63'      |
| 23-5-2014  | Фару         | Мозамбік    | 0 – 4     | Марокко                          | товариський матч                        | 1    | 81'      |
| 3-9-2014   | Касабланка   | Марокко     | 0 – 0     | Катар                            | товариський матч                        | -    | 54'      |
| 7-9-2014   | Марракеш     | Марокко     | 3 – 0     | Лівія                            | товариський матч                        | 1    | 71'      |
| 9-10-2014  | Танжер       | Марокко     | 4 – 0     | Центральноафриканська Республіка | товариський матч                        | -    | 70'      |
| 13-10-2014 | Марракеш     | Марокко     | 3 – 0     | Кенія                            | товариський матч                        | -    | 63'      |
| 9-10-2015  | Агадір       | Марокко     | 0 – 1     | Кот-д'Івуар                      | товариський матч                        | -    | 62'      |
| 12-10-2015 | Агадір       | Марокко     | 1 – 1     | Гвінея                           | товариський матч                        | -    | 52'      |
| 12-11-2015 | Агадір       | Марокко     | 2 – 0     | Екваторіальна Гвінея             | Відбір до ЧС 2018                       | -    | 57'      |
| Усього     |              | Матчів      | 28        |                                  | Голів                                   | 4    |          |